# Nikon F100
Le Nikon F100 est un appareil photographique reflex mono-objectif semi-professionnel, issu du F5 dont il reprend beaucoup de composants novateurs. Les deux plaquettes commerciales sont très semblables.

## Caractéristiques
On trouve principalement sur cet appareil, qui est le dernier argentique 24 × 36 semi-pro produit par Nikon :
- une vitesse d'obturateur au 1/8000 s ;
- un capteur de mesure des distances à 9 points (en croix, possibilité de sélection automatique de l'objet le plus proche) ;
- une mesure autofocus des sujets excentrés, même en mouvement ;
- une mesure au flash intégrant la distance (dite mesure 3D) ;
- une mesure matricielle, une mesure spot en sus de la mesure à prépondérance centrale ;
- un mode moteur silencieux ;
- une possibilité de personnaliser les réglages (bracketing, flash, photo statique, en mouvement, etc.).

## Accessoires
- Poignée verticale MB-15. Permet d'utiliser six piles LR6, six accus lithium AA ou le bloc d'accumulateurs Ni-Mh MN-5 et d'améliorer les performances de l'appareil avec, entre autres, une cadence portée à cinq vues par seconde.
- Dos mémodateur MF-29. Permet d'imprimer la date sur le film (4 formats différents).
- Télécommande infrarouge ML-3.
- Télécommande optique ML-2.
- Verres de visée.
- Sac CF-57 ou CF-58[1].